# Piatra Craivii
Piatra Craivii o Piatra Craivei, (in ungherese Kecskekő, in tedesco Zuckerhut) è un rilievo calcareo alto 1.078 m, facente parte del margine sud orientale dei monti monti Trascău (nei Carpazi) in Romania.
Il nome latino si riferisce al vicino villaggio di Craiva (in tedesco, Königsbach); la prima parte del toponimo sta invece per pietra o roccia. Il toponimo tedesco Zuckerhut si riferisce invece alla sua caratteristica forma a pan di zucchero.

## Fortificazioni
Sulla cima vi era una fortezza della tribù dacio-tracica degli Apuli (o Biefi), che ai romani del I secolo a.C. era nota come Apulon. Durante la conquista della Dacia, ad opera di Traiano nel II secolo, i romani distrussero la fortificazione ma attribuirono il nome alla città di nuova fondazione Apulum (ora Alba Iulia).
Nell'anno 1272 il re ungherese Stefano V costruì sulla cima del monte un nuovo castello, cui fu dato il nome di Kecskés (rum. Cetate, in tedesco Gemsestein). Nella seconda metà del XV secolo la costruzione fu ampliata da Mattia Corvino.
Nel 1515 il castello fu distrutto ed oggi ne rimangono pochi resti difficilmente riconoscibili.
La cima della montagna offre una vista panoramica in tutte le direzioni, specialmente sugli altri rilievi dei monti Trascău, sui monti metalliferi della Transilvania e sull'altopiano Transilvanico.